# Rudolf Friemel
Rudolf Friemel, surnommé Rudi Friemel, né le 11 mai 1907 à Vienne et mort pendu le 30 décembre 1944 au camp de concentration d’Auschwitz, est un communiste autrichien qui s’est engagé dans la résistance contre l’austrofascisme, a combattu en Espagne dans les Brigades internationales et a participé à la résistance à Auschwitz.

## Biographie
Rudolf Friemel, mécanicien automobile de profession, est membre de la jeunesse ouvrière socialiste. Il se syndique en 1925 et adhère au Parti social-démocrate d'Autriche (SDAP) l'année suivante. Ayant pris part au soulèvement armé de la mi février 1934 contre le régime austrofasciste d’Engelbert Dollfuss en tant que membre du Republikanischer Schutzbund (organisation paramilitaire du SDAP), il arrêté fin juillet 1934 et condamné le 8 octobre 1935 à sept ans de prison.
Interné à la prison de Stein, il bénéficie d’une libération anticipée et se rend en France à la mi janvier 1937 puis en Espagne le 9 mars 1937 pour combattre dans les rangs des Brigades internationales (XIe brigade - compagnie de transmissions). Après la défaite des Républicains espagnols, il se réfugie début 1939 en France, où il est interné au camp de Gurs. Là, il se porte volontaire pour le service civil du travail et trouve un emploi de mineur à Carmaux. Il vit à Arthès dans le Tarn avec sa compagne espagnole Margarita Ferrer Rey. Leur fils Eduard naît le 26 avril 1941 à Albi. Le 31 juillet 1941, il est incarcéré à Vierzon par la police militaire allemande et le 14 septembre 1941 emprisonné par la Gestapo à Vienne.
Rudolf Friemel est envoyé fin décembre 1941 au camp de concentration d’Auschwitz, où il est enregistré sous le matricule 25173. Il se joint au groupe de résistance autrichien qui s’est formé en 1942, auquel appartiennent Ernst Burger, Hermann Langbein, Ludwig Vesely, Alfred Klahr, Ludwig Soswinski et devient communiste,. En mai 1943, le groupe de résistance autrichien et un groupe de résistance de la gauche polonaise fusionnent et forment le Groupe de combat d'Auschwitz (Kampfgruppe Auschwitz). Comme Friemel connaît le français, c’est lui qui assure la liaison avec le groupe de résistants français du camp. 
En octobre 1944, Rudolf Friemel apporte son concours à la préparation d’une évasion qui échoue. Lui-même, et ses camarades impliqués — Ludwig Vesely, Ernst Burger, Piotr Piąty et Bernard Swierczyna —, sont mis au cachot dans le Block 11 et torturés. Le 30 décembre 1944, ils sont tous les quatre exécutés par pendaison, sur la place d’appel devant les 15 000 déportés rassemblés. Face aux bourreaux, Rudolf Friemel s'est écrié : « Nieder mit der braunen Mordpest ! » (À bas la peste brune !).

## Mariage à Auschwitz: un cas unique
Rudof Friemel est l’unique détenu d’Auschwitz à avoir eu l’autorisation de se marier pendant son internement. Il en avait fait la demande, de même que son père et sa future épouse. Le mariage est enregistré au bureau de l’État-civil du camp le 18 mars 1944. Pour cette occasion, Friemel a pu se laisser pousser les cheveux et revêtir un vêtement civil. Une photo des mariés prise par le photographe du camp Wilhelm Brasse témoigne de l’événement.

## Hommages
Une plaque commémorative a été apposée au no 8 de la Ernst-Ludwig-Gasse (10e arrondissement des Favoriten de Vienne), où a vécu Rudolf Friemel.
En 2004, la ville de Vienne a décidé d’honorer la mémoire de Friemel en donnant son nom à une rue également dans l'arrondissement des Favoriten.